# Blitzableiter in der französischen Mode

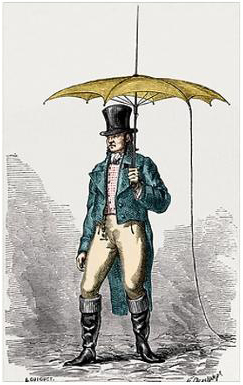
Blitzableiterschirm nach Jacques Barbeu-Dubourg(Holzschnitt von 1867)

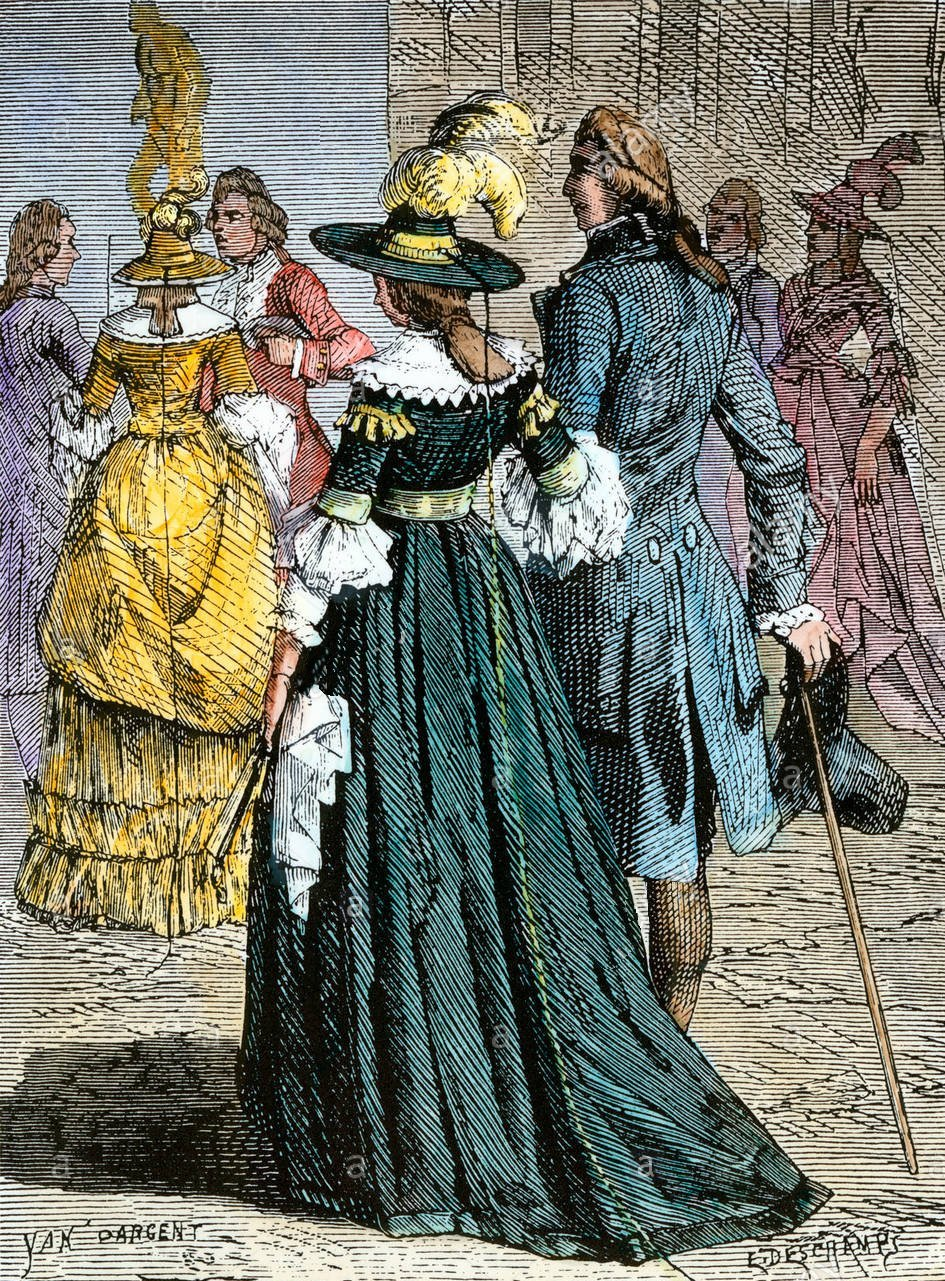
Blitzschutzhüte für Damen (nachempfunden in einem Holzstich von 1867)

Blitzableiter in der französischen Mode waren eine vorübergehende Modeerscheinung der 1770er Jahre, die nach der Einführung des von Benjamin Franklin erfundenen Blitzableiters entstand.
Blitzableiterhüte für die Damen und ebensolche Regenschirme für die Herren waren in Frankreich sehr beliebt, vor allem in Paris. Die Mode wurde von dem Gedanken inspiriert, dass ein Blitz die auf den Ideen Franklins beruhende Schutzvorrichtung und nicht die Person treffen und die Elektrizität anschließend entlang einer schmalen Metallkette schadlos in den Boden fließen würde.

## Hintergrund
Der Blitzableiter, den Franklin in der Mitte des 18. Jahrhunderts zum Schutz von hölzernen Bauwerken erfunden hatte, wurde in den Vereinigten Staaten erst im 19. Jahrhundert allgemein üblich, mehr als fünfzig Jahre, nachdem er das Konzept vorgestellt hatte. Seine Experimente machten jedoch die Elektrizität zu einem beliebten Thema. Sein Buch Experiments and Observations on Electricity war ins Französische übersetzt worden. Viele seiner Essays und Werke waren von dem französischen Universalgelehrten Jacques Barbeu-Dubourg übersetzt worden.
Als Franklin nach der Amerikanischen Unabhängigkeitserklärung wieder nach Paris kam, um Frankreichs Unterstützung gegen Großbritannien zu erlangen, war er ein berühmter Mann, der begeistert empfangen wurde. Nachdem er bei einem Empfang in Versailles mit seiner Pelzkappe großes Aufsehen erregte, begannen die Damen sogar, ihre Perücken in ähnlicher Weise zu legen.

## Modeformen
Franklins Freund Barbeu-Dubourg ließ sich bei dieser Begeisterung von Franklins Blitzableitern zu ähnlichen Schutzvorrichtungen auf Regenschirmen und Damenhüten anregen.
Der für Herren entwickelte Blitzableiterschirm war ein Regenschirm mit einem Stock aus trockenem Holz und einer Bespannung aus Seidengewebe, das als Isolator dienen sollte, und einer durch einen Metallstab verlängerten Spitze. Von dieser Spitze lief eine Metallkette über das Äußere des geöffneten Schirms hinunter auf den Boden, wodurch eine Leitung gebildet wurde, der der Blitz folgen sollte. Auf Französisch wurde dieser Schirm paratonnerre portatif oder parapluie-paratonnerre genannt. Barbeu-Dubourg ließ ein Exemplar des Blitzableiter-Regenschirms von einem Nachbarn, M. Bairin de la Croix, Ingenieur im Cabinet de physique et d’optique du Roi, herstellen, doch „unglücklicherweise widersetzte sich der Geist der Gewohnheit seiner Zeitgenossen und sie verwenden gegen die Wut des Sturms weiterhin normale Regenschirme, und der Erfinder hatte (damit) keinen Erfolg“.
Für die Damen wurde ein aus Metallfäden gewobenes Band um einen breiten Damenhut befestigt und mit einer dünnen Silberkette verbunden, die über den Rücken der seidenen Damenbekleidung hängen und am Boden entlang gezogen werden sollte. Die Elektrizität eines Blitzschlags würde theoretisch in das Band entlang der Kette über das isolierende Seidenkleid in den Boden geleitet, wodurch die den Hut tragende Person geschützt würde. Der von dieser Art Hut erwartete Schutz machte ihn zu einer 1778 in Paris verbreiteten Modeerscheinung, wie 1867 berichtet wurde. Dieser Blitzschutzhut wurde auf Französisch chapeau paratonnerre genannt.

## Verbreitung
Der Schirm und der Hut scheinen auf die kurzlebige Pariser Mode beschränkt gewesen zu sein. Der französische Arzt und Schriftsteller Claude Jean Veau De Launay führte jedoch einen tragbaren, teleskopartigen Blitzableiter vor, der, voll ausgezogen, eine Länge von sechs Meter hatte. Er war zum Gebrauch von Personen im freien Gelände gedacht, wie zum Beispiel Bauern auf ihren Feldern.
In einer Szene des humoristischen Bühnenwerks Le Palais de Cristal ou les Parisiens à Londres zur Weltausstellung von 1851 von Louis François Clairville und Jules Cordier (Pseudonym von Éléonore Tenaille de Vaulabelle) kommt ein Blitzschutzhut (chapeau paratonnerre) als „chinesische Erfindung“ vor.
Die Kunde von der Blitzableitermode wurde weit verbreitet. Sie fand beispielsweise Eingang in die Oeconomische Encyclopädie von Johann Georg Krünitz, in deutsche Fachbücher über Mode, in kleine Tageszeitungen in Texas und Pennsylvania sowie in große deutschsprachige Zeitschriften und Fachzeitschriften des Elektrikerhandwerks der jüngsten Vergangenheit.

## Gegenwart
Das Portal LEIFIphysik der Joachim Herz Stiftung hat die Blitzschutzmode als Musteraufgabe für den Unterricht der Elektrizitätslehre in der Mittelstufe aufgenommen.